# Miro Gamba
Miro Gamba (Bellagio, 14 agosto 1879 – Bellagio, 29 ottobre 1957) è stato un ingegnere italiano.

## Studi
Studiò a Bellagio, a Como e a Torino. Nel 1902 conseguì, presso la Regia Scuola di Applicazione per Ingegneri (futuro Politecnico di Torino), la laurea in Ingegneria civile.

## Attività scientifica
Nello stesso 1902 diventò assistente delle cattedre di Macchine termiche e di Scienza delle costruzioni, di cui era titolare Camillo Guidi.
Dall'anno accademico 1906-1907 fu docente di Materiale ferroviario, ottenendo infine nel 1914 la libera docenza di Strade Ferrate.
Dal 1919 al 1932 fu professore di Macchine termiche, subentrando allo scomparso Cesare Penati.
Nel 1932 tenne la cattedra di Tecnologia meccanica, precedentemente occupata da Alfredo Galassini, che era stato da poco collocato in quiescenza per limiti d'età.
Miro Gamba insegnò anche Organizzazione tecnica delle industrie, Tecnica ed economia dei trasporti e Tecnologie speciali aeronautiche.
Sebbene collocato in pensione dal 1927, Gamba, essendo stato nominato direttore dell'Officina interna dell'Istituto di Meccanica poté continuarvi la sua attività scientifica e di ricerca.

## Attività professionale
Durante la prima guerra mondiale, nell'ambito del servizio presso l'Aeronautica militare quale ufficiale di complemento, costituì una scuola per motoristi.
Tra le consulenze chiestegli si cita la valutazione della locomotiva a vapore FS 672.001, prototipo del sistema Franco-Crosti.
Diresse i lavori di costruzione dello stadio Filadelfia di Torino.

## Pubblicazioni
Oltre alle dispense delle lezioni e a varie monografie scientifiche, Miro Gamba collaborò, con diverse voci, al Dizionario d'ingegneria, diretto da Eligio Perucca, Torino, UTET, 1951-1956 (2ª edizione rinnovata ed accresciuta da Federico Filippi, Torino, UTET, 1968-1978).
Sulla valutazione del prototipo del sistema Franco-Crosti confronta le relazioni: 
- Uberto Bajocchi, Manlio Diegoli, Miro Gamba, Alfonso Maffezzoli, Confronto sperimentale tra due locomotive tipo 670 di cui una trasformata secondo il sistema "Franco", in Rivista tecnica delle ferrovie italiane, a. 28, 55 (1939), n. 1, pp. 1-35 e tavv. I-VII f. t.
- [appendice] Uberto Bajocchi, Confronto sperimentale tra due locomotive tipo 670 di cui una trasformata secondo il sistema "Franco", in Rivista tecnica delle ferrovie italiane, a. 28, 56 (1939), n. 5, pp. 275-289,

- con la traduzione in francese, inglese e tedesco: Comparaison experimentale entre deux locomotives 670 dont l'une transformee suivant le sisteme Franco. Experimental comparison between two 670 type locomotives one of which transformed after the Franco system. Vergleich auf grund eines versuches zwischen zwei Eisenbahnmaschinen des Modells 670, von denen eine nach dem System Franco umgebaut wurde, a cura di Uberto Bajocchi, Manlio Diegoli, Miro Gamba, Alfonso Maffezzoli, Milano, Soc. An. Locomotive a vapore Franco, 1939.